# Sherlock Holmes Museum
Sherlock Holmes Museum är ett museum i London, England. Museet är tillägnat den fiktive privatdetektiven Sherlock Holmes. Gatunumret ovanför museets port är privatdetektivens adress, Baker Street 221B, men fastigheten ligger egentligen på nummer 239. Museet visar Sherlock Holmes och Doktor Watsons våning, uppbyggd efter berättelserna om deras äventyr.

## Bilder från museet

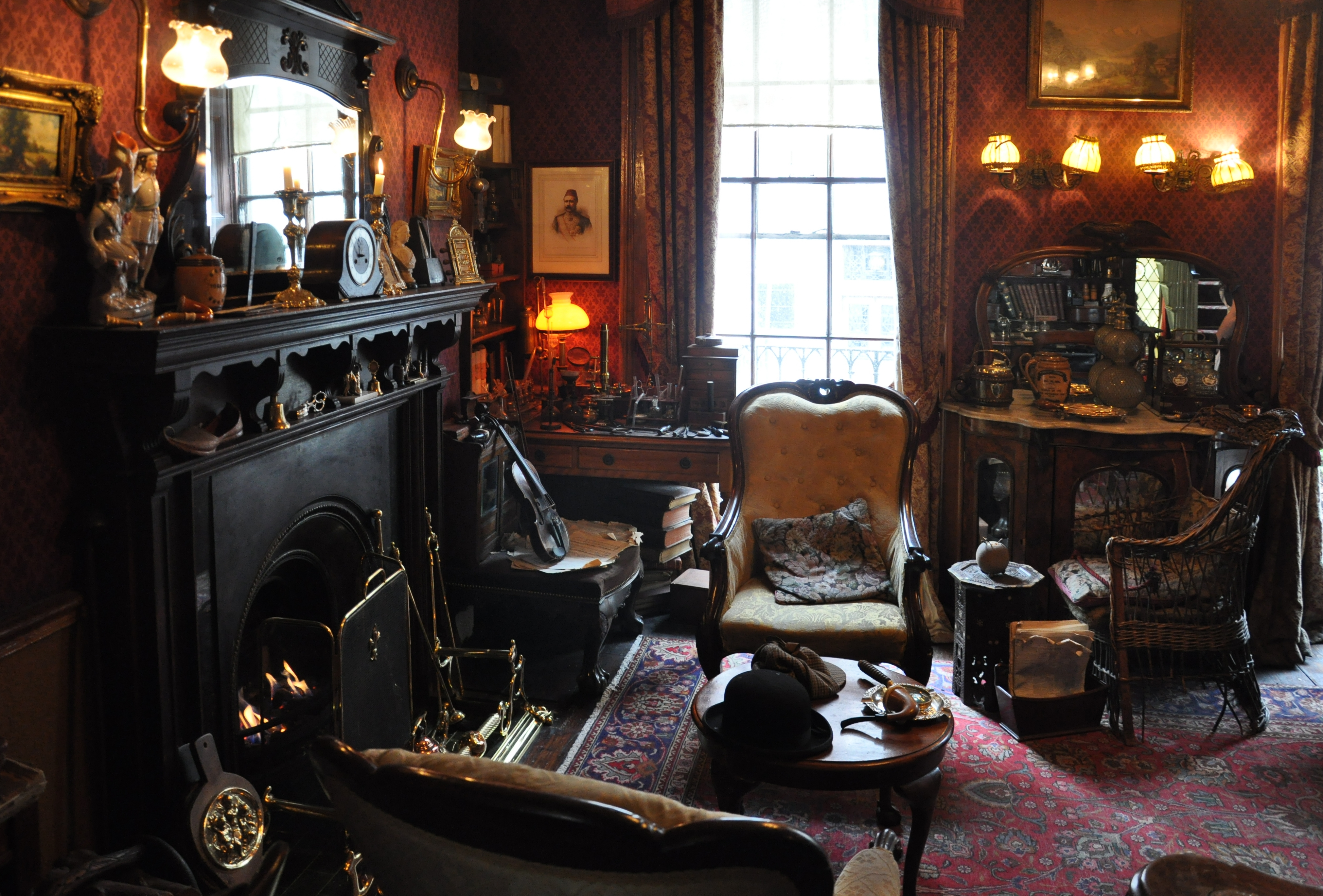
Holmes mottagningsrum
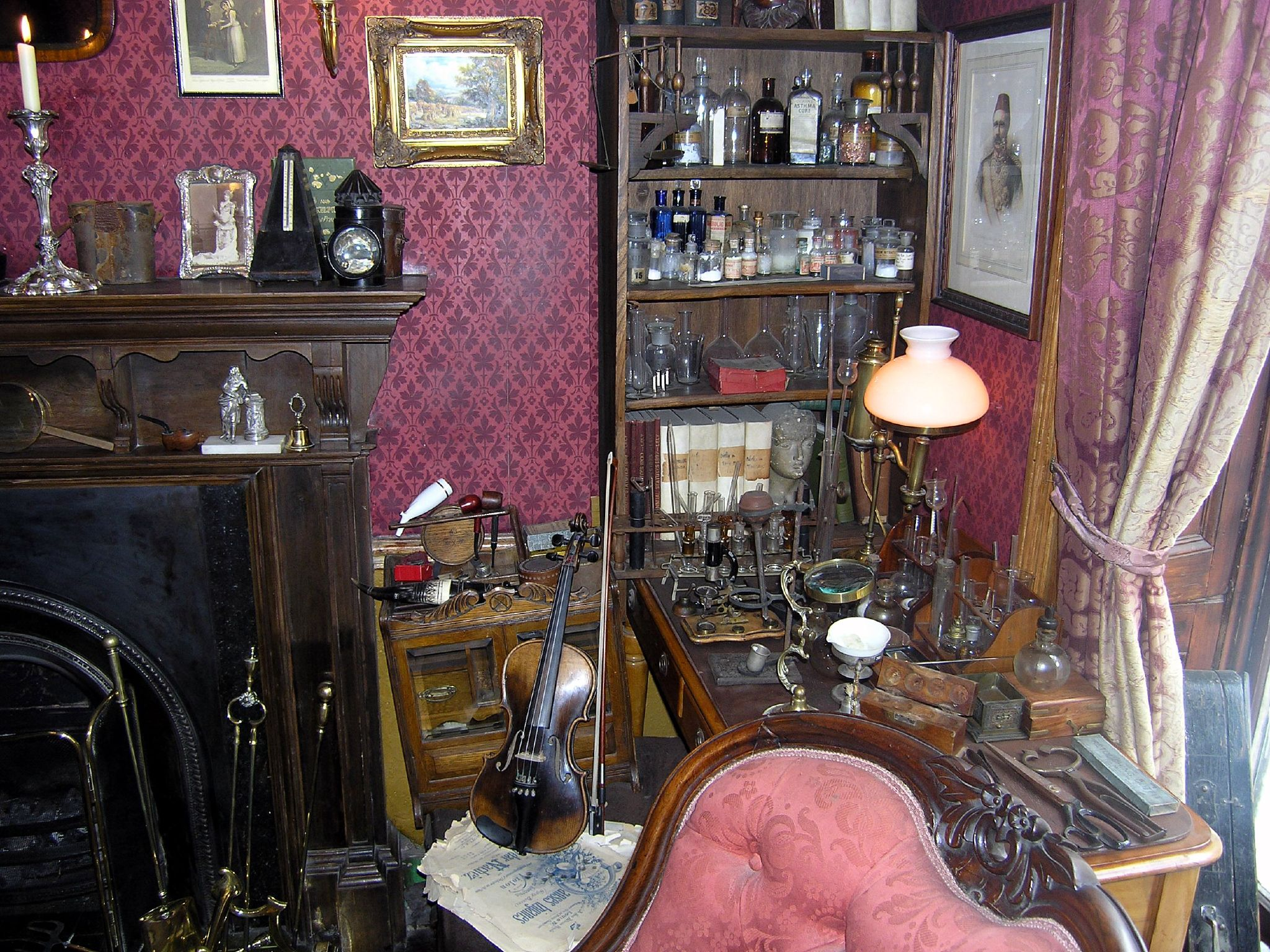
Holmes laboratorium och fiol
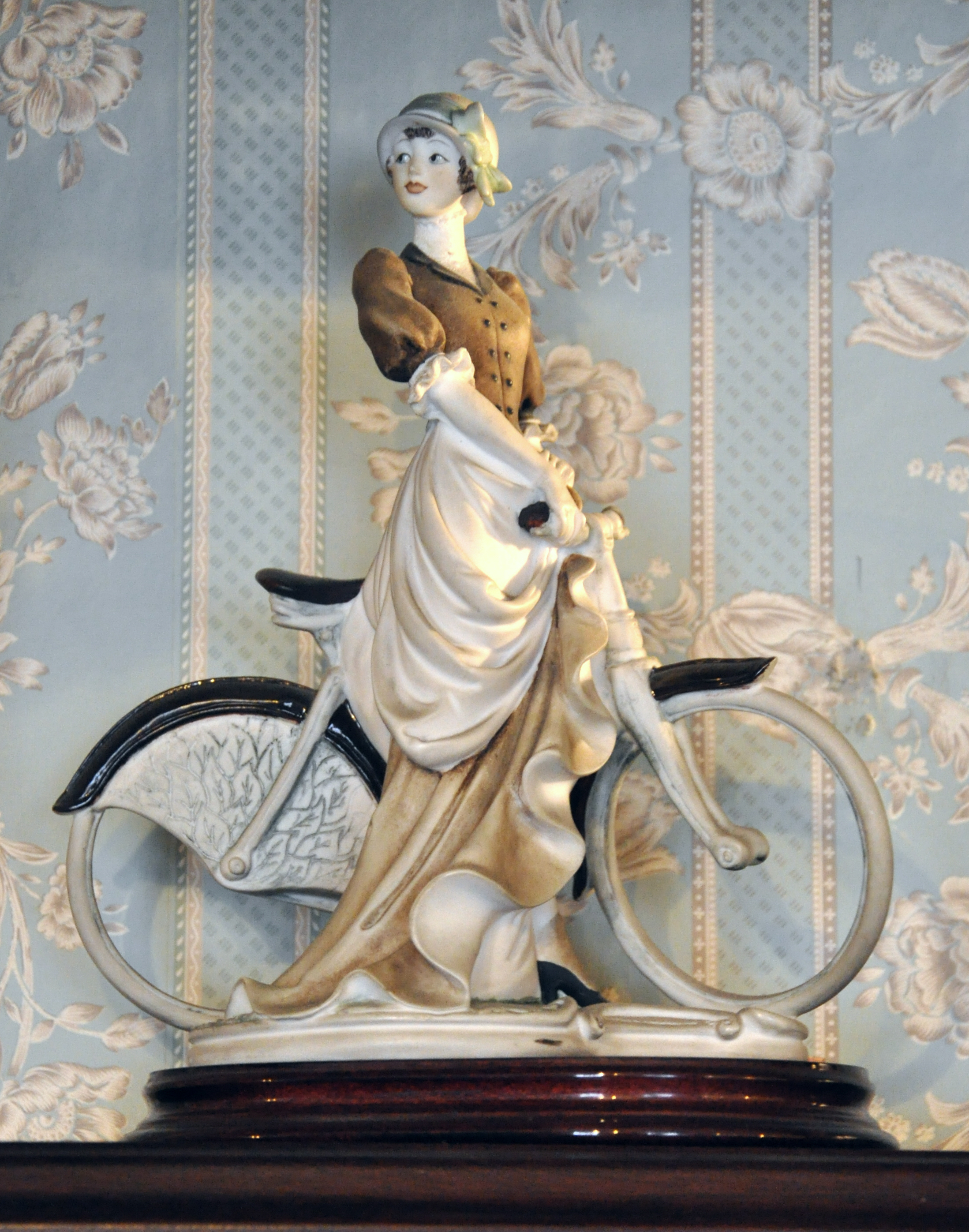
En cyklande dam som vänder sig om illustrerar novellen "Den ensamme cyklisten"